# Catharina Jacoba Abrahamina Enschedé
Catharina Jacoba Abrahamina Enschedé (* 7. Juni 1828 in Haarlem; † 24. Oktober 1883 in Bloemendaal) war eine niederländische Malerin.

## Leben und Werk

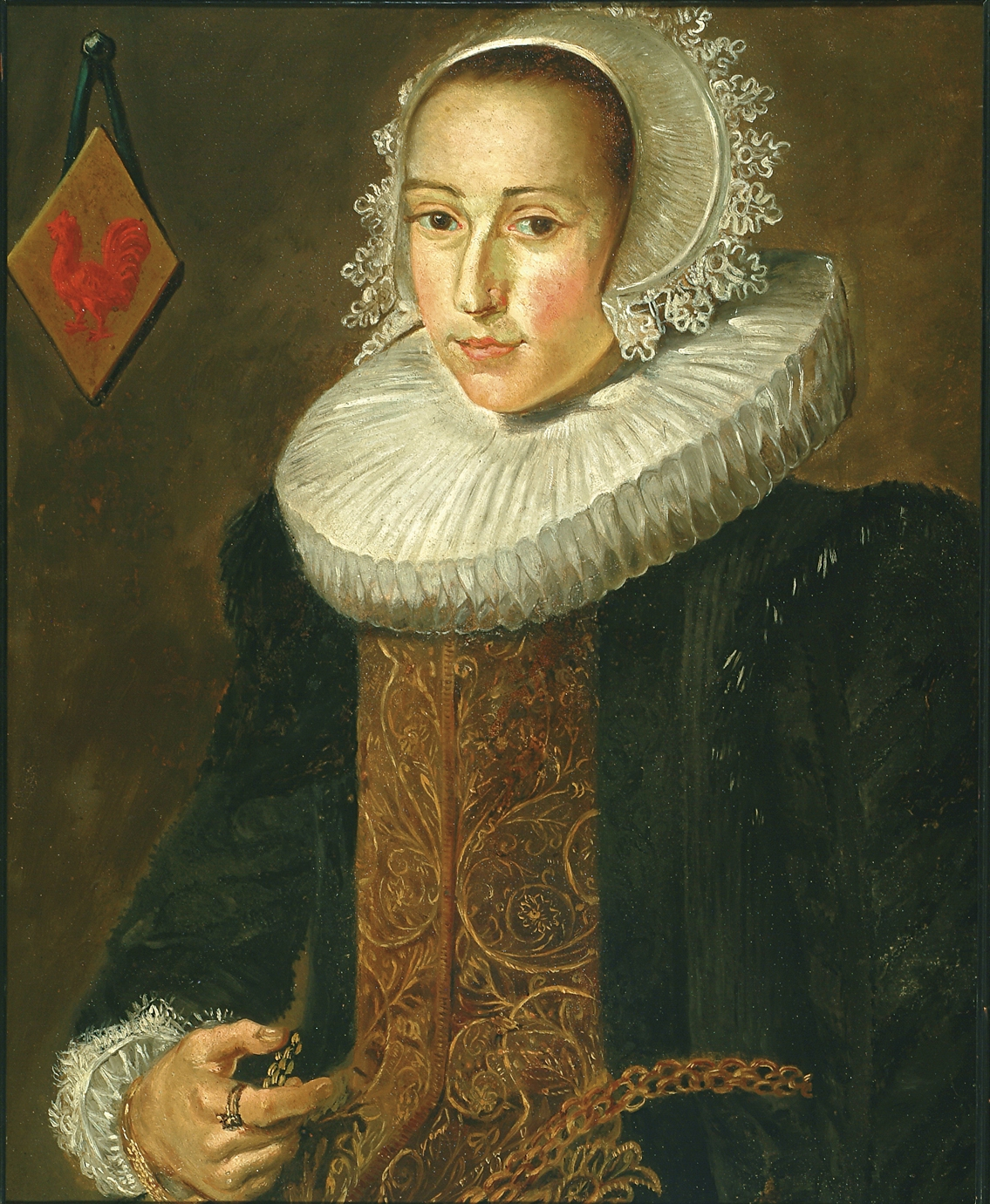
Ihre Kopie des Porträts von Aletta Hanemans

Catharina Jacoba Abrahamina Enschedé wurde am 17. Juni 2838 in Haarlem geboren. Sie war die Tochter von Christiaan Justus Enschedé und Adriana Maria Dalen. Ihr Bruder Adriaan Justus Enschedé war Kunstsammler und Stadtarchivar. Als Künstlerin wurde sie von ihren Tanten Sandrina Christina Elisabeth Enschedé und Christina Gerarda Enschedé, die auch Malerinnen waren, beeinflusst. Ihre Nichten Edzardina Jacoba Tjarda van Starkenborgh Stachouwer-Enschedé und Adriana Maria Enschedé waren ebenfalls Künstlerinnen. Catharina Jacoba Abrahamina Enschedé wurde bekannt durch ihre Kopie des Porträts der Aletta Hanemans von Frans Hals.